# Matheus Saldanha
Matheus Bonifácio Saldanha Marinho (Uberaba, 1999. augusztus 18. –) brazil labdarúgó, csatár, az egyesült arab emírségekbeli labdarúgó-bajnokságban szereplő Al-Vaszl játékosa.

## Pályafutása

### Klubcsapatokban
A Minas Gerais állambeli Uberaba városában született. 2018-ban csatlakozott a Bahia akadémiájához -előbb kölcsönben, majd végleges igazolással - a Grêmio Osasco Audax csapatától. Miután a 20 éven aluliak utánpótlás csapatában kiemelkedően szerepelt, a Bahia úgy döntött kivásárolják a szerződéséből. Saldanha hároméves szerződést írt alá új csapatával
2020-ban került fel az első csapathoz, és január 22-én be is mutatkozhatott a felnőttek közt egy Juazeirense elleni 1–1-es döntetlen alkalmával az állami bajnokságban. Első gólját február 9-én szerezte a Jacobina ellen 3–1-re megnyert bajnokin.
2020. augusztus 12-én mutatkozott be a brazil országos bajnokság élvonalában, szeptember 16-án pedig első gólját is megszerezte a Corinthians ellen 3–2-es idegenbeli bajnoki vereség során.
2021-ben a japán másodosztályban szereplő Chiba előbb kölcsönvette őt a Bahiától, majd egy év után végleg megvásárolta a játékjogát. A 2022-es szezont kölcsönben a kínai Szuperligában szereplő Csengtu Rongcsengnél töltötte. Ezt követően visszatért Japánba.
2023. július 28-án a szerb Partizan igazolta le 1,3 millió euró ellenében, Saldanha pedig góllal mutatkozott be a belgrádi csapatban, a Topolyai SC elleni 3–3-as döntetlen során. Egy hét múlva az FK Vojvodina ellen újból betalált, és csapata első számú góllövője lett. A szeptembert 6 góllal és három gólpasszal zárta. 2023. december 20-án győztes gólt szerzett az ősi rivális Crvena zvezda ellen, de a két csapat 2024 márciusában rendezett bajnokiján is eredményes volt a Rajko Mitić Stadionban. 27 mérkőzésen szerzett 17 góljával az idény végén gólkirályi címet szerzett.

#### Ferencváros
2024. szeptember 3-án a magyar bajnok Ferencváros szerződtette, az NB I-ben rekordot jelentő 3 millió euró ellenében. 2024. szeptember 15-én csereként beállva két gólt jegyzett a bemutatkozó mérkőzésén a Budafok ellen, a Magyar Kupában. Első bajnoki mérkőzését szeptember 20-án játszotta az MTK ellen, és csereként beállva újból gólt szerzett. Szeptember 29-én, második bajnoki mérkőzésén a 63. percben csereként beállva mesterhármast szerzett a Puskás Akadémia ellen (3–0). November 7-én az Európa-liga alapszakaszának negyedik fordulójában a Dinamo Kijev elleni mérkőzés 76. percében csereként állt be, és még abban a percben gólt lőtt, beállítva a 4−0-ás végeredményt.

### Al-Vaszl
2025. július 11-én az egyesült arab emirátusokbeli Al-Vaszl szerződtette. A Ferencváros színeiben 38 tétmérkőzésen 14 gólt szerzett. Az arab klub bónuszokkal együtt mintegy ötmillió eurőt fizetett a brazil támadó játékjogáért.

## Sikerei, díjai

### Klubcsapatokkal
Bahia
- Bahia bajnok (1): 2020

 Ferencváros
- Magyar bajnok (1): 2024–25[21]
- Magyar kupa ezüstérmes (1): 2024–25

### Egyéni
- A Super Liga Srbije szezonjának csapata: 2023–24[22]
- A szerb bajnokság gólkirálya: 2023–24